# Mangan(II) sulfit
Mangan(II) sunfit là một hợp chất vô cơ có công thức hóa học là MnSO3, tồn tại ở dạng hemihydrat, monohydrat, 2,5 hydrat và trihydrat.

## Điều chế và tính chất
Đổ dung dịch lưu huỳnh dioxide vào dung dịch keo mangan(II) cacbonat nóng để tạo ra mangan(II) sunfit trihydrat:
MnCO3 + SO2 + 3H2O → MnSO3·3H2O + CO2↑
Mangan(II) sunfit phân hủy trên 300 ℃ để tạo ra lưu huỳnh dioxide, mangan(II) sulfide và mangan(II) sunfat.

## Hợp chất khác
MnSO3 còn tạo một số hợp chất với N2H4, như MnSO3·2N2H4·2H2O là tinh thể không màu.